# Папавасилиу, Никодимос
Никодимос (Никки) Папавасилиу (греч. Νικόδημος Παπαβασιλείου; род. 31 августа 1970, Лимасол) — кипрский футболист и футбольный тренер, действующий тренер клуба «Паниониос». Первый в истории Английской Премьер-лиги легионер из Кипра (выступал за «Ньюкасл Юнайтед»).

## Игровая карьера

### Клубная
Воспитанник английских клубов «Олдем Атлетик» и «Арсенал», начинал свою карьеру в критском клубе ОФИ на позиции атакующего полузащитника. Клубом тогда руководил голландец Эжен Герардс, а Никки отыграл там пять лет. В августе 1993 года был выкуплен клубом АПЛ «Ньюкасл Юнайтед» за 120 тысяч фунтов стерлингов и подписал двухлетний контракт, став первым в истории чемпионата Англии легионером с Кипра. Дебютную игру провёл 14 августа 1993 года против клуба «Тоттенхэм Хотспур», однако сыграл всего 7 матчей в сезоне и вернулся в ОФИ. В 1996 году Папавасилиу вернулся на Кипр, став игроком лимасолского «Аполлона», за который играл 4 года. В 2000 году перешёл в «Анортосис», однако по ходу сезона 2000/01 приобретался на правах аренды клубами «Эносис» и «Олимпиакосом» из Никосии. Карьеру завершил в АПОЭЛ в 2003 году.

### В сборной
Папавасилиу сыграл 38 матчей за сборную Кипра в 1990—1999 годах, отличившись 5 раз.

## Тренерская карьера

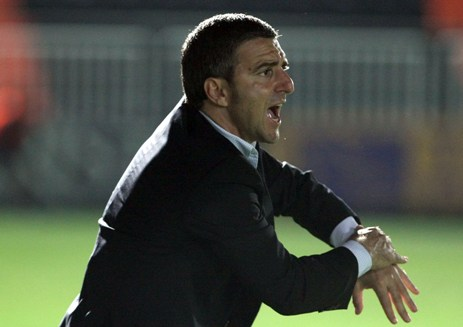
Папавасилиу в 2010 году

Папавасилиу обладает тренерскими лицензиями категорий A и Pro. Тренерскую карьеру начинал с клубом АПЕП во втором дивизионе сезона 2006/07, позже возглавил клуб «Олимпиакос» из Никосии, который провалился во второй дивизион. В сезоне 2007/08 команда боролась до последнего тура, однако проиграла клубу «Неа Саламина» 2:1, вышедшему в Первый дивизион, и осталась на 4-м месте. Летом 2009 года он стал наставником клуба ОФИ, работая вместе с бывшим одноклубником Мироном Сифакисом в сезоне 2009/10, однако из-за плохого старта был немедленно уволен и вернулся в «Олимпиакос», который вышел в Первый дивизион по итогам сезона 2009/10 с третьего места. До января 2011 года он тренировал «Доксу» из Катокопиоса, а затем «Эносис», который занял 6-е место в Первом дивизионе 2010/11 года. В феврале 2012 года Папавасилиу в третий раз возглавил никосийский «Олимпиакос».
В сентябре 2012 года Папавасилиу заключил соглашение с лимасолским «Аполлоном», за который он выступал в 1996—2000 годах, и тем самым расторг контракт с никосийцами. В марте 2013 года, однако, он был уволен из клуба — под его руководством команда выиграла 9 матчей, свела вничью 6 и проиграла ещё 6. В сентябре 2014 года он возглавил клуб «Эрмис», но в феврале 2015 года опять был уволен из-за неудовлетворительных результатов. 21 августа 2015 года возглавил братиславской «Слован», с которым вышел в финал Кубка Словакии 2016 года. Команда заняла 2-е место в Первой лиге 2015/16, уступив только «Тренчину» и одержав 64 % побед в матчах. Однако уже после трёх матчей следующего сезона он был уволен. С мая 2018 года Папавасилиу руководит «Эрготелисом» из Греческой Суперлиги, который под его руководством впервые с 1986 года вышел в четвертьфинал Кубка Греции в сезоне 2018/19.
В сентябре 2019 года Папавасилиу покинул клуб «Эрготелис» и был назначен главным тренером другого греческого клуба, команды «Паниониос» из Греческой Суперлиги. Для Папавасилиу это был дебют на посту тренера клуба из Суперлиги.

## Иная футбольная деятельность
Папавасилиу работал скаутом клубов «Болтон Уондерерс» и «Ньюкасл Юнайтед», также он возглавляет футбольную академию «Никки» на Кипре.